# Lomme Lille Métropole handball
Actualités
Dernière mise à jour : 14 septembre 2024.
Le Lomme Lille Métropole Handball est un club français de handball des villes de Lomme et de Lille dans les Hauts-de-France. Créé en 1966 sous le nom OmniSports Municipal Lomme (OSM Lomme), le club prend sa dénomination actuelle en 2010.
Sa section féminine évolue en Division 2 depuis la saison 2022-2023.

## Historique
L'équipe masculine a accédé à la Nationale 3 en 1972, puis passe deux saisons en Nationale 2 entre 1973 et 1975. Premier de sa poule de Nationale 3 en 1988.
Premier de sa poule de Nationale II en 1989, la section accède ainsi en Nationale 1B (2e division) mais est relégué au bout de deux saisons. De même, l'OSM Lomme est à nouveau promu en Nationale 1 fédérale (D2) en 1993 mais est relégué au bout de sa deuxième saison en 1995.
L'équipe féminine accède à la Nationale 2 entre 1979 et 1980. En 2000, elle monte en Nationale 1. En 2012, elle accède à la Division 2 à la suite de sa première place dans poule de Nationale 1 et son titre de champion de France. Repêché grâce à la fusion du CA Béglais, le club est relégué en Nationale 1 la saison suivante. Deuxième de N1 en 2018, le club évolue en D2 lors de la saison 2018-2019, mais termine avant-dernier et retrouve ainsi la Nationale 1. Le LLMH retrouve la Division 2 pour la saison 2022-2023.

### Bilan saison par saison
| Saison    | Div. | Div. | Saison régulière | Saison régulière | Barrage / Playoffs          | Coupe de France               | Entraîneur                         |
| 2011-2012 | III  | N1   | 1re (P1)         | ? - ?            | -                           | <= 3e tour                    |                                    |
| 2012-2013 | II   | D2   | 11e              | 9 - 3 - 14       | -                           | 3e tour                       |                                    |
| 2013-2014 | II   | D2   | 10e (P2)         | 5 - 0 - 17       | -                           | 3e tour                       |                                    |
| 2014-2015 | III  | N1   | ?e               | 20 - 0 - 2       | -                           | <= 4e tour                    |                                    |
| 2015-2016 | III  | N1   | 7e (P2)          | 8 - 1 - 13       | -                           | <= 2e tour                    |                                    |
| 2016-2017 | III  | N1   | 4e (P2)          | 11 - 4 - 7       | -                           | 4e tour                       |                                    |
| 2017-2018 | II   | D2   | 2e (P2)          | 14 - 3 - 5       | -                           | <= 4e tour                    |                                    |
| 2018-2019 | II   | D2   | 8e (P1)          | 20 - 0 - 14      | Playdowns : 7e (2 - 0 - 12) | 1/16e de finale               |                                    |
| 2019-2020 | III  | N1   | 6e (P2)          | 8 - 1 - 7        | -                           | <= 3e tour                    | Édouard Vandermesse                |
| 2020-2021 | III  | N1   | 2e               | 2 - 0 - 0        | -                           | -                             | Édouard Vandermesse & Aurore Sanz, |
| 2021-2022 | III  | N1   | 1re (P2)         | 25 - 1 - 0       | -                           | -                             | Aurore Sanz                        |
| 2022-2023 | II   | D2   | 10e              | 8 - 1 - 15       | -                           | 2e tour                       | Aurore Sanz                        |
| 2023-2024 | II   | D2   | 10e              | 7 - 2 - 15       | -                           | Phase de groupes (4e poule E) | Laurent Worm                       |
| 2024-2025 | II   | D2   | ?e               | ?? - ??          | -                           | ?e tour                       | Laurent Worm                       |

## Palmarès et meilleures performances

### Palmarès
Compétitions nationales
- Championnat de France de Nationale 1 (1)
  - Champion de France en 2012

## Les équipes
Le LLMH compte 14 équipes en compétition du niveau départemental, régional et au niveau national.
Pour la saison 2024/25, l'équipe réserve joue en Nationale 2